# Виагранде
Виагра̀нде (на италиански: Viagrande, на сицилиански Varanni, Варани) е градче и община в Южна Италия, провинция Катания, автономен регион и остров Сицилия. Разположено е на 410 m надморска височина. Населението на общината е 8090 души (към 2010 г.).